# Liceo scientifico statale Ippolito Nievo
Il liceo scientifico statale Ippolito Nievo è un liceo scientifico situato nel centro storico di Padova. È stato istituito nel 1923, in seguito alla riforma Gentile, ed è stata quindi la prima scuola nel suo genere a Padova e tra le prime nel Veneto, insieme al liceo Messedaglia di Verona.
Il liceo è intitolato a Ippolito Nievo, scrittore e patriota italiano, nato a Padova nel 1831.

## Sede storica di via Barbarigo

### Storia

Lezione nell'aula di fisica (1957-58)

#### Palazzo signorile
La sede storica dell'istituto è situata a pochi metri dal duomo di Padova, in un palazzo del Seicento, denominato  Palazzo Cumani o  Palazzo Cumano in Iscalona , progettato in stile barocco dall'architetto padovano Gioseffe Zanini Viola (1575-1631).

#### Convitto rabbinico

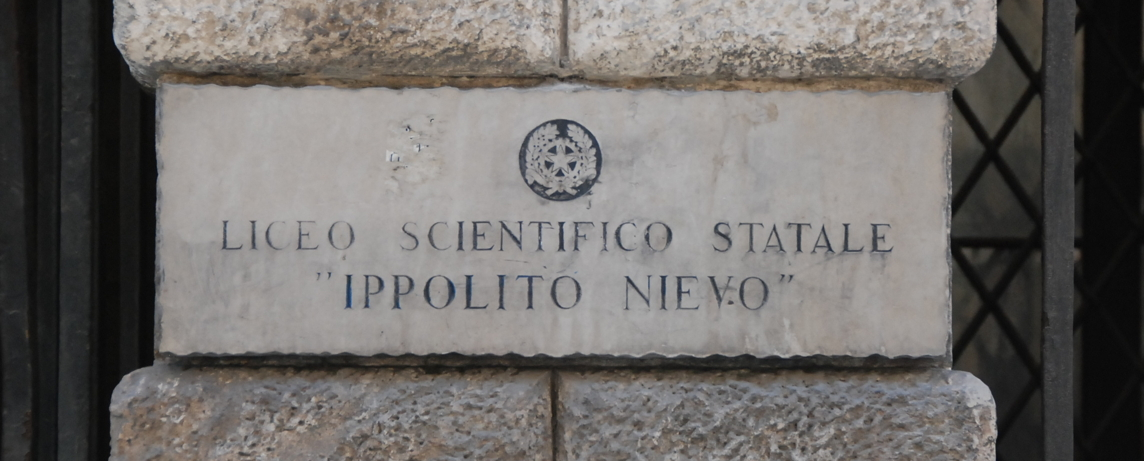
Insegna del liceo

Nel 1827 venne acquistato dalla comunità ebraiche di Padova, di Venezia, di Verona, di Rovigo e di Mantova e vi venne istituito il convitto rabbinico, primo del suo genere in Europa, che qui rimase fino al 1871. Venne quindi riaperto a Roma nel 1887 come collegio rabbinico italiano, trasferito successivamente a Firenze e infine riportato nella sua sede attuale, sempre a Roma. Il convitto venne inaugurato il 10 novembre 1829 con un discorso del professore ed ebraista Lelio Della Torre, tenuto all'oratorio maggiore di rito tedesco. Tra gli altri vi insegnò Samuel David Luzzatto.

#### Istituto scolastico
Nel 1909 diviene di proprietà del comune, che vi colloca una scuola elementare dedicata a Sperone Speroni, ampliata nel 1914. Dopo la trasformazione in liceo, segue un ulteriore ampliamento nel 1948.

### Caratteristiche architettoniche
Caratteristici dell'edificio sono l'atrio bugnato e l'ampio scalone interno, quest'ultimo restaurato completamente nel 2011.

## Succursale
Una succursale del liceo è situata a poche centinaia di metri dalla sede principale, in via Brondolo, inizialmente ospitante i primi bienni, è oggi la sede di alcune classi.

## Sedi distaccate
Nel corso della sua storia l'istituto ha avuto numerose sedi distaccate, successivamente costituitesi scuole autonome: il  liceo Enrico Fermi nel 1969, il  liceo Eugenio Curiel , il Liceo Alvise Cornaro e, in tempi più recenti, il  liceo Galileo Galilei di Caselle di Selvazzano Dentro, resosi autonomo nel 2002.